# Марґарета Тімофті
Марґарета Тімофті (рум. Margareta Timofti; 7 січня 1955 ) — молдовська юристка, перша пані Молдови з 23 березня 2012 до 23 грудня 2016 за президента Ніколае Тімофті.

## Життєпис
Народилася в січні 1956 року в селі Паркани Сороцького району в сім'ї Лазаря та Теодори Постолачі. Більшу частину свого дитинства провела в Думбревені зі своєю сестрою Валентиною. 1973 року Марґарета закінчила місцеву середню школу. По здобуттю середньої освіти до 1977 року навчалася на факультеті бібліотекознавства та бібліографії Державного університету Молдови. 2005 року закінчила юридичний факультет того ж університету, отримавши диплом про вищу юридичну освіту. Наприкінці сімдесятих — на початку вісімдесятих років Марґарета працювала бібліографом, згодом стала завідувачкою бібліотеки для молоді в Кишиневі. Починаючи з 1985 року та протягом наступних 20 років, вона працювала академічною секретаркою Національної дитячої бібліотеки імени Йона Крянґе в Кишиневі. З 2005 до 2006 року працювала стажованим нотаріусом у приватному нотаріальному бюро столиці. З 2010 року Тімофті є головною консультанткою Департаменту європейського права та Юридичного відділу Секретаріату Парламенту Молдови. На початку 2012 року вона брала участь у міжнародній програмі керівництва, організованій Держдепом США.
Має трьох дітей: Алексея (1977), адвоката Світового банку у Вашингтоні, округ Колумбія, Ніколае (1980) — спортивного новинаря у Кишиневі, і Штефана (1989) — кишинівського студента-економіста.

## Перша пані
Як перша леді Тімофті брала участь у низці соціальних, освітніх та культурних проєктів. Під її заступництвом було реалізовано проєкт «Моє село» (рум. Satul meu), Національний фестиваль книги та читання, Фестиваль Ія. Марґарета Тімофті є почесним президентом Міжнародного жіночого клубу Молдови та Асоціації аутизму SOS.
23 березня 2013 року члени Національної асоціації скаутів Молдови (НАСМ) зустрілися з Тімофті, щоб обговорити можливий законопроєкт, котрий передбачав би підтримку розвитку скаутства в Молдові. Протягом трьох днів у травні 2014 року польська перша дама Анна Коморовська відвідувала Кишинів на запрошення Тімофті. Вони завітали до Теоретичного ліцею імени Миколи Гоголя, де 150 дітей навчають польською мовою. У серпні 2016 року Марґарета разом із чоловіком вшанували пам'ять румунської королеви Анни в замку Пелеш, яка померла за десять днів до цього у Швейцарії.